# عبد الرحمن بن ناصر بن عبد العزيز آل سعود
الأمير عبد الرحمن بن ناصر بن عبد العزيز آل سعود (1947 -27 يوليو 2022) هو الابن الحادي عشر من أبناء الأمير ناصر بن عبد العزيز آل سعود والدته هي الأميرة العنود بنت رشيد بن جبر الرشيد من أمراء قبيلة شمر وكان محافظ محافظة الخرج سابقًا.
وسار الأمير عبد الرحمن بن ناصر بن عبد العزيز آل سعود على سيرة أبيه فكان محبًا لأعمال الخير وحل مشاكل المواطنين وخاصة بمحافظة السيح التي أكبر مدنها هي الخرج، التي أصبحت ذات نهضة كبيرة وتغيرت معالمها تمامًا عند توليه الإمارة فيها أواخر العام أكتوبر 2001 - 1422 هـ قادمًا من محافظة الدرعية، وهو حريص جدًا على جانب المحافظة على التراث بجميع أشكاله وخاصة المباني والمعالم القديمة حيث طور عدد كبير منها سواء عندما كان بمحافظة الدرعية أو محافظة الخرج.

## أسرته

### زوجاته
- الأميرة منيرة بنت محمد بن عبد العزيز آل سعود. والدة الأمير فيصل، والأميرة جواهر.
- الأميرة وطفاء بنت سعود بن عبد العزيز آل سعود (مطلقة). والدة الأمير عبد العزيز، والأمير عبد الإله، والأمير سعود، والأمير محمد.
- عبير بنت عبد الله السويلم (مطلقة).
- الأميرة مشاعل بنت محمد بن عبد الله العيبان.[2] والدة الأمير سلمان.

### أبناؤه
- الأمير فيصل بن عبد الرحمن بن ناصر (متوفى). متزوج من الأميرة هيفاء بنت فهد بن سعد السديري وله من الأبناء الأمير ناصر (متزوج من كريمة الأمير محمد بن سعود بن هذلول آل سعود) وله من الأبناء (الأمير فيصل) [3]، والأميرة سارة (متزوجة من الأمير نايف بن مشاري بن عبد الرحمن بن مشاري آل سعود)لها من الأبناء (الأميرة سما والأمير سعود).[4]
- الأميرة جواهر بنت عبد الرحمن بن ناصر.
- الأمير عبد العزيز بن عبد الرحمن بن ناصر (مستشار وكيل وزارة الداخلية لشئون المناطق). متزوج من الأميرة ريم بنت فهد بن سعود بن هذلول آل سعود وله من البنات الأميرة وطفاء، الأميرة جواهر، الأميرة ديمة، والأميرة سحاب.
- الأمير عبد الإله بن عبد الرحمن بن ناصر[5] (رئيس المنظمة العربية لحقوق الطفل). متزوج من الأميرة صيتة بنت عبد الله الدامر وله من الأبناء الأمير فيصل، الأميرة نورة، الأمير عبد الرحمن، والأميرة العنود.
- الأمير سعود بن عبد الرحمن بن ناصر (نائب أمير منطقة الحدود الشمالية سابقاً). متزوج من الأميرة سارة بنت مقرن بن عبد العزيز آل سعود وله من الأبناء الأمير منصور.[بحاجة لمصدر]
- الأمير محمد بن عبد الرحمن بن ناصر (رئيس مجلس إدارة شركة أساطير الرياضة).[6] متزوج من الأميرة الجوهرة بنت سيف النصر بن سعود بن عبد العزيز آل سعود وله من البنات الأميرة لولوة، والأميرة بسمة.[7]
- الأمير سلمان بن عبد الرحمن بن ناصر.

## وفاته
توفي الأمير عبد الرحمن بن ناصر بن عبد العزيز آل سعود يوم الأربعاء 28 ذو الحجة 1443هـ الموافق 27 يوليو 2022 وصلي عليه يوم الخميس 29 ذو الحجة 1443هـ الموافق 28 يوليو 2022 بعد صلاة العصر في جامع الامام تركي بن عبدالله في مدينة الرياض وتقدم المصلين عليه الأمير محمد بن عبدالرحمن بن عبدالعزيز آل سعود نائب أمير منطقة الرياض ونقل جثمانه إلى مقبرة العود حيث دفن هناك.